# 청통초등학교
청통초등학교는 대한민국 경상북도 영천시 청통면 신학리에 있는 공립 초등학교이다.

## 학교 연혁
- 1933년	3월 28일 학교 설립인가
- 1933년	4월 25일 청통공립보통학교 개교
- 1938년	4월 1일 청통공립심상소학교로 교명 변경
- 1941년	4월 1일 청통공립국민학교로 교명 변경
- 1966년	3월 1일 동부분교장 사일국민학교로 독립
- 1981년	3월 1일 병설유치원 설치
- 1982년	3월 1일 특수학급 설치
- 1996년 3월 1일 청통초등학교로 개칭
- 2003년	8월 17일 청통역사관 개관 및 교훈비, 교표 제작
- 2006년	1월 1일 학교 숲 시범학교 지정 (생명의 숲)
- 2016년	2월 15일 제80회 졸업(총7,062명)
- 2017년	9월 1일 제29대 김은하 교장 부임

## 참고 자료
- 청통초등학교 - 한국교육학술정보원 학교알리미